# Start a Fire
A Start a Fire (magyarul: Indíts tüzet!) egy popballada, amely Azerbajdzsánt képviselte a 2014-es Eurovíziós Dalfesztiválon, Koppenhágában. A dalt az azeri Dilara Kazimova adta elő angol nyelven.
A dalt Koppenhágában először a május 6-i első elődöntőben adták elő, fellépési sorrendben nyolcadikként az orosz Tolmacsova ikrek Shine című dala után, és az ukrán Mariya Yaremchuk Tick-Tock című dala előtt.
A május 10-én rendezett döntőben fellépési sorrendben harmadikként adták elő a belarusz Teo Cheesecake című dala után, és az izlandi Pollapönk együttes No Prejudice című dala előtt.
A produkcióban Dilara mellett részt vett még három vokalista valamint egy légtornász is, aki 8 méter magasan egy trapézon mutatott be trükköket.

## Külső hivatkozások
- Dalszöveg
- A Start a Fire című dal videóklipje
- A dal első próbája a koppenhágai arénában
- A dal második próbája a koppenhágai arénában
- A dal előadása az Eurovíziós Dalfesztivál első elődöntőjében